# Moravica (district)
Pour les articles homonymes, voir Moravica.
Le district de Moravica (en serbe cyrillique : Моравички округ ; en serbe latin : Moravički okrug) est une subdivision administrative de la république de Serbie. Au recensement de 2011, il comptait 212 149 habitants. Le centre administratif du district de Moravica est la ville de Čačak.
Le district est situé au centre-ouest de la Serbie. Čačak est un des centres économiques les plus importants du pays.

## Villes et municipalités du district de Moravica
| Nom              | Superficie (en km²) | Population 2002 | Population 2011 | Statut       |
| ---------------- | ------------------- | --------------- | --------------- | ------------ |
| Gornji Milanovac | 837                 | 47 641          | 44 438          | Municipalité |
| Ivanjica         | 1 090               | 35 445          | 32 047          | Municipalité |
| Lučani           | 454                 | 24 614          | 20 855          | Municipalité |
| Čačak            | 636                 | 13 034          | 10 969          | Ville        |
| Total            | 3 007               | 224 772         | 212 149         |              |